# Dompierre-les-Ormes
 Dompierre-les-Ormes  es una población y comuna francesa, en la región de Borgoña, departamento de Saona y Loira, en el distrito de Mâcon y cantón de La Chapelle-de-Guinchay.

## Demografía
| 884 | 909 | 866 | 844 | 833 | 792 | 922 | 942 |
| Para los censos de 1962 a 1999 la población legal corresponde a la población sin duplicidades (Fuente: INSEE [Consultar]) |     |     |     |     |     |     |     |